# Хамза аль-Исфахани
Абу Абдаллах Хамза бен аль-Хасан аль-Исфахани (араб. أبو عبد الله حمزة بن الحسن الأصفهاني ) (около 893, Исфахан — около 966, Исфахан) — иранский историк, филолог-лексикограф.

## Авторство
Писал на арабском языке.
Из 12 сочинений до нашего времени дошли три, среди которых труд в жанре «всеобщая история» "تاريخ سني ملوك الأرض والأنبياء" («Летопись царей земли и пророков») содержит фактический материал по истории Ирана до 961 года, в котором автор использовал арабские источники, не дошедший до нас среднеперсидский свод иранских эпических преданий и придворных хроник «Хвадай-намак», письменные и устные известия о доисламском Иране.
Будучи персом, являлся сторонником течения Шуубия, оспаривавшего право арабов на культурное и политическое первенство в мусульманском мире, что нашло отражение в сочинении "الموازنة بين العربية والفارسية" («Равновесие между арабским и персидским языками»). Считался духовным преемником Абу Ханифы ад-Динавари.